# Serra da Leba
La Sierra de la Leba (en portugués: Serra da Leba) es una formación montañosa en la provincia de Huila, en el país africano de Angola.
Situada cerca de la ciudad de Lubango, Serra da Leba es famosa por su altura, su belleza y también la carretera que la serpentea.